# Sasha Pieterse
Sasha Pieterse-Sheaffer (Johannesburg, Gauteng, Južna Afrika 17. veljače 1996.) američka je glumica, model, pjevačica i tekstopisac južnoafričkog podrijetla. Poznata je po svojoj ulozi kao Alison DiLaurentis u Freeformovoj seriji Slatke male lažljivice. Nakon uspjeha serije, Pieterse je osvojila prateću ulogu kao Amy Loubalu u filmu Disney Channela, Geek Charming. Godine 2013. glumila je u filmu tinejdžerske tematike GBF. U 2017, Pieterse je sudjelovala u 25. sezoni Plesa sa zvijezdama i završila je na 10. mjestu.

## Životopis
Pieterse je rođena u Johannesburgu u Južnoj Africi 17. veljače 1996. Preselivši se u Sjedinjene Američke Države 2001. godine, odrastala je u Las Vegasu, prije nego što se preselila u Los Angeles, Kalifornija, gdje i danas živi sa suprugom. Već se u ranoj dobi navikla na karijeru u zabavi, jer su njeni roditelji bili profesionalni akrobatski plesni tim koji je nastupao u inozemstvu. Pieterse se školovala kod kuće i diplomirala s 14 godina.

## Karijera
Pieterse je objavljena na naslovnici časopisa BELLO "Mladi Hollywood", koji je izdan u prosincu 2014. Pieterse se također pojavila na naslovnici časopisa TeenProm 2015. godine.
U dobi od šest godina, Pieterse je počela raditi na televiziji, a 2002. glumi Buffy na remakeu WB-a iz CBS sitkomu Obiteljska afera (1966. – 1971.). Gostovala je u Strage SG-1epizodi "Grace" s Amandom Tapping kao djevojčica po imenu Grace. Godine 2005. pojavila se u epizodi Kuće pod nazivom "Autopsy", prikazujući Andie, mladu djevojku s terminalnim rakom. Iste godine debitirala je u filmu Avanture Sharkboya i Lavagirl 3-D kao Marissa - Ledena Princeza, a pojavila se i kao Millie Rose za dvije epizode kratkotrajne TNT serije Wanted, zajedno sa svojim bivšim kolegom iz serije Family Affair, Gary Cole.
Pieterse se pojavila u filmu Predigra za brak iz 2007. godine, glumeći mladu goth djevojku koja stavlja prokletstvo na glavnog lika. Glumila je mlađu verziju lika Sarah Michelle Gellar u filmu Zrak kojim dišem iz 2007. godine, zajedno s glumcima kao što su Kevin Bacon, Forest Whitaker i Emile Hirsch. Također je glumila glavnog lika u originalnom filmu Claire, koji je također izdan 2007. godine.
U prosincu 2009. godine, Pieterse je uvrštena u seriju ABC Family Slatke male lažljivice (2010. – 2017.) kao Alison DiLaurentis, bivša "kraljica" Rosewood srednje škole. Redovito je sudjelovala u seriji od prve četiri sezone, a kasnije je postala jedna od glavnih uloga u ostalim sezonama serije, s preostalih pet djevojaka. Pieterse je prenijela svoju ulogu Alison u spin-off seriji pod nazivom Slatke male lažljivice: Perfekcionisti na Freeformu 2018. i 2019.
Druge uloge koje je Pieterse imala uključuju nastup 2009. u filmu Bez traga, kao i ponavljajuća uloga Amande Strazzulle, napuštene kćeri, u Heroes. U 2011., ona se pojavila kao Amy Loubalu u Disney Channel Izvornom filmu Ljepotica i štreber, a također i kao tinejdžerica u filmu X-Men: Prva generacija. U novije vrijeme, Pieterse se pojavila u filmu G.B.F i u epizodi Hawaii Five-0 kao učenica terorista po imenu Dawn Hatfield. Pieterse je glumila Japonicu Fenway, mladu damu koja se bavila kokainom, u filmu Skrivena mana (2014.), temeljenom na istoimenom romanu Thomasa Pynchona. 
Pieterse opisuje svoju glazbu kao " rock country glazba". Njezin debitantski singl "This Country is Bad Ass" objavljen je 12. travnja 2013. Pieterse je opisa patriotizam iza pjesme: "Toliko volim ovu zemlju i nikada ne bih mogla biti tamo gdje jesam, ako nisam u Americi, pa smo odlučili smisliti ovaj singl. Njezin drugi singl, "RPM", objavljen je 13. lipnja, 2013. 
Treći singl "I Can't Fix You" objavljen je 12. srpnja 2013. Pieteerse je 10. prosinca 2013. objavila je svoj četvrti singl "No", optimističnu pjesmu o "stajanju jakih u svojim uvjerenjima" i rekavši ne kada nevjerni, lažljivi bivši dečko traži drugu priliku.
U rujanu 2017. Pieterse je najavljena kao jedna od slavnih osoba koja će se natjecati na Plesu sa zvijezdama - sezona 25. Ona je bila uparena s profesionalnom plesačicom Glebom Savchenkoom. Bili su četvrti par eliminiran, 16. listopada 2017., završivši na 10. mjestu. 
Pieterse je 2019. otvorila svoj YouTube kanal pod nazivom Sasha in Good Tase.

## Osobni život
22. prosinca 2015. Pieterse se zaručila sa svojim dugogodišnjim dečkom Hudsonom Sheafferom. Vjenčali su se 27. svibnja 2018. u dvorcu Leslie u Glaslough, Irska. Na početku sezone 25. Plesa sa zvijezdama, otkrila je da joj je dijagnosticiran sindrom policističnih jajnika, što je doprinijelo dobivanju na težini. Sasha vodi zdrav život do maksimuma: naporno trenira, hrani se zdravo i provodi svako slobodno vrijeme u teretani da skine višak kilograma i željeni rezultati se primjećuju.

## Filmografija

### Film
| Godina | Naslov                            | Uloga                               | Bilješke |
| ------ | --------------------------------- | ----------------------------------- | -------- |
| 2005.  | Avanture Sharkboya i Lavagirl 3-D | Marissa Electricidad / Ice Princess |          |
| 2007.  | Zrak koji dišem                   | Young Sorrow                        |          |
| 2007.  | Predigra za brak                  | Young Anisha Carpenter              |          |
| 2011.  | X-Men: Prva generacija            | Teenage girl                        | Cameo    |
| 2013.  | G.B.F.                            | Fawcett Brooks                      |          |
| 2014.  | Inherent Vice                     | Japonica Fenway                     |          |
| 2015.  | Burning Bodhi                     | Aria                                |          |
| 2017.  | Coin Heist                        | Dakota Cunningham                   |          |
| 2018.  | The Honor List                    | Isabella Walker                     |          |

### Televizija
| Year          | Title                                  | Role                  | Notes                          |
| ------------- | -------------------------------------- | --------------------- | ------------------------------ |
| 2002. – 2003. | Family Affair                          | Buffy Davis           | Glavna uloga                   |
| 2004.         | Stargate SG-1                          | Grace                 | Epizoda: "Grace"               |
| 2005.         | Wanted                                 | Millie Rose           | 2 epizode                      |
| 2005.         | House                                  | Andie                 | Epizoda: "Autopsy"             |
| 2007.         | Claire                                 | Maggie Bannion        | Televifijski film              |
| 2007.         | CSI: Miami                             | Beth Buckley          | Epizoda "Stand Your Ground"    |
| 2009.         | Without a Trace                        | Daphne Stevens        | Epizoda: "Wanted"              |
| 2009. – 2010. | Heroes                                 | Amanda Strazzulla     | 5 epizoda                      |
| 2009.         | Heroes: Slow Burn                      | Amanda Strazzulla     | 6 epizoda                      |
| 2010. – 2017. | Slatke male lažljivice                 | Alison DiLaurentis    | Glavna uloga                   |
| 2011.         | Medium                                 | Marie DuBois (age 14) | Epizoda: "Me Without You"      |
| 2011.         | Geek Charming                          | Amy Loubalu           | Televizijski film              |
| 2014.         | Hawaii Five-0                          | Dawn Hatfield         | Epizoda: "Pe'epe'e Kanaka"     |
| 2016.         | Sing It!                               | Destiny               | Epizoda: "Destiny Is Calling!" |
| 2017.         | Ples sa zvijezdama                     | Herself               | Natjecateljica (seazona 25)    |
| 2019.         | Slatke Male Lažljivice: Perfekcionisti | Alison DiLaurentis    | Glavna uloga                   |